# زيلدا فتزجيرالد
زيلدا ساير فيتزجيرالد (بالإنجليزية: Zelda Fitzgerald) (24 تموز/يوليو 1900 - 10 آذار/مارس 1948) والتي وُلِدَتْ باسم زيلدا ساير في مونتغومري هي روائية أمريكية وزوجة الكاتب فرنسيس سكوت فيتزجيرالد. كانت رمزاً للعشرينيات - وقد أطلق عليها زوجها لقب أول أمريكية تتبع أسلوب الفلابر وهو أسلوب الحياة الأرستقراطية من حيث المظهر والشخصية. أصبح الزوجان من المشاهير بعد نجاح الرواية الأولى للزوج هذا الجانب من الجنة (1920). كان لزيلدا حضور هائل في المجتمع الغربى الأمريكى منذ أوائل فترة مراهقتها، متغلبة على جميع الحسناوات الأخريات لكونها نجمة في حفلات الباليه ومناسبات نادى النخبة في بلدتها. وبعد فترة قليلة من إنهائها للفترة الثانوية، قابلت فرنسيس سكوت فيتزجيرالد في نادى للرقص، ولكنها لم تنبهر به ووافقت أهلها على أنه لا يمتلك الإمكانيات المالية لإعالة الأسرة. بعد إعلانه عن شغفه الشديد بها، تحول الغزل إلى علاقة مطولة من الخطابات الأسبوعية. على الرغم من أنه كان يعلم بمصادقتها غير الملتزمة لرجال آخرين، ونظرًا لإصراره على الحصول على الأمان المادى، لأن زواجه بزيلدا كان كفيلاً بحصوله على أموال أكثر من كل المال الذي جناه من بيع مقالاته التي سبقت ظهور كتابه الأول. وفي 20 آذار/مارس وافق «أبناء سكريبنر» على نشر روايته هذا الجانب من الجنة، واتصل فيتزجيرالد على الفور بزيلدا، التي وافقت على أن تسافر معه إلى نيويورك وتتزوجه وتعيش معه. تزوج الاثنان في نيويورك في 3 نيسان/أبريل 1920، وانتقلا فيما بعد إلى أوروبا. وفي الوقت الذي لقى فيه سكوت استحساناً كبيراً لروايته غاتسبي العظيم وقصصه القصيرة، وفي الوقت الذي اندمج فيه الزوجان مع قامات أدبية مثل إرنست همينغوي، كان زواجهما كتلة متشابكة من الغيرة والسخط والقسوة. استخدم سكوت علاقتهما مادة في رواياته، ووصل به الحال إلى أنه أخذ مقتطفات من مذكرات زيلدا وجعلها أحاديثاً لبطلاته الخيالية. وفي محاولة للعثور على هوية فنية لها، كتبت زيلدا مقالات في مجلات وقصصاً قصيرة، وفي عامها السابع والعشرين، أصبحت مهووسة بالعمل في رقص الباليه، وأخذت تتمرن حتى التعب.
كان من السهل التنبأ بإيداع زيلدا مصحة شيبارد برات في طوسون، ماريلند حيث شُخصت حالتهاعلى أنها فصام أو ما يعرف بالشيزوفرينيا(رغم أن بعض الباحثين شخصوا حالتها على إنها اضطراب ثنائي القطب)؛ ربما ساهم في ذلك عوامل مثل إرهاقها الناتج عن زواجها العاصفة وملازمة سكوت لشرب الكحول وعدم اتزانها المتزايد. وهناك في المصحة كتبت شبه سيرة ذاتية احفظ لي الفالس ونُشرت في 1932. غضب سكوت بشدة لاستعمالها حياتهما الزوجية مادة في الرواية، وبالرغم من ذلك، فعل هو الشئ نفسه في روايته الليلة الناعمة التي نُشرت في 1934. تطرح الروايتان صورتين متناقضتين لزواج الاثنين الفاشل. وفي أمريكا، ذهب سكوت إلى هوليوود حيث حاول أن يبدأ كتابة السيناريوهات وبدأ في علاقة مع شيلا جراهام صاحبة عمود الأفلام. وفي 1936، أُودعت زيلدا مستشفى هايلاند للأمراض العقلية في آشفيل، كارولينا الشمالية. تُوفِىَ سكوت في هوليوود عام 1940م، وكان قد رأى زيلدا أخر مرة قبل عام ونصف من تاريخ وفاته. قضت زيلدا سنواتها المتبقية في العمل على روايتها الثانية، التي لم تكملها، وأخذت ترسم بشكل كثيف. توفيت في عام 1948م، عندما احترقت المستشفى التي كانت توجد بها. تجدد الاهتمام بالثنائي فيتزجيرالد بعد وفاتها، إذ أصبح الزوجان مادة لكتب شهيرة وأفلام واهتمام دراسي. بعد حياة وُصِفَت بأنها شعار لعصر الجاز والعشرينيات الصاخبة والجيل الضائع. وجدت زيلدا بعد موتها دورًا جديدًا، فبعد نشر سيرة ذاتية لها في 1970 التي رسمتها في صورة الزوجة الضحية لزوج متكبر، أصبحت زيلدا رمزًا للنساء. نُصِبَّ تمثال لزيلدا في ساحة النساء المشاهير في ألاباما في 1992م.

## السيرة الحياتية

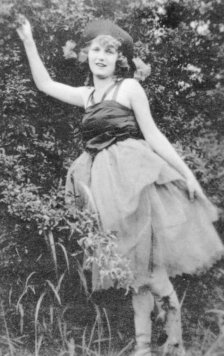
زيلدا ساير في عامها السادس عشر تقريبا،و هى ترتدى زي الرقص.

كانت زيلدا المولودة في مونتغومري أصغر أخواتها الستة. اختارت أمها منيرفا بكنر «ميني» ماتشن (23 تشرين الثاني/نوفمبر 1860-13 كانون الثاني/يناير 1958) اسم زيلدا تيمنًا باسم شخصيات في قصتين غير مشهورين هم:«زيلدا: حكاية مستعمرة ماساتشوستس» (1866) لجاين هوارد و«ثروة زيلدا»(1874) لروبرت ادوارد فرانسيلون. كانت شخصية زيلدا في كلتا القصتين غجرية. كانت زيلدا طفلة مدللة ومحبوبة من أمها لأقصى درجة ولكن كان أبيها أنتوني ديكنسون ساير (1858-1931))- قاضي في محكمة ألاباما العليا وواحد من كبار القصاة في ألاباما- رجل صارم ومنعزل. ترجع أصول هذه العائلة إلى أوائل المستوطنين في لونغ آيلند الذين انتقلوا إلى ألاباما قبل الحرب الأهلية الأمريكية. أصبحت عائلة ساير من أبرز عئلات الجنوب في وقت ولادة زيلدا. قضى خالها الأكبر، جون تايلر مورجان، ستة فترات في مجلس الشيوخ الأمريكي، وحرر جدها من جهة الأب جريدة في مونتغومري، وشغل جدها، ويليس بنسون ماتشن، من جهة الأم منصب عضو في مجلس الشيوخ عن ولاية كنتاكي. أما عن أخواتها فهم أنتوني ديكنسون ساير الابن (1894-1933)، ومارجوري ساير (زوجة مينور وليامسون برنسون)(1886-1960)، وروزاليند ساير (زوجة نيومان سميث)(1889-1979)، وكلوتيلد ساير (وزجى جون بالمر)(1891-1986).
كانت زيلدا طفلة غاية في النشاط؛ فقد كانت تقوم بالرقص، وتواظب على دروس الباليه، وتستمتع بالأماكن المفتوحة.و في عام 1914، بدأت زيلدا في حضور الصفوف في مدرسة سيدني لانير الثانوية. لم تجد متعة في الدروس برغم ذكائها. واستمرت في دروس الباليه حتى في الثانوية، تلك الفترة التي تمتعت فيها بحياة اجتماعية نشطة. ظلت زيلدا قائدة للمشهد الاجتماعي الشبابى بالرغم من سُكرها، وتدخينها، وتمضيتها لكثير من الوقت مع الشباب. وقد نُشر عنها في جريدة في مقالة عن إحدى عروضها الراقصة أنها قالت لا تهتم إلا «بالشباب والسباحة». بدأت رغبة زيلدا في حذب الانتباه تكبر مع الوقت، شواء كان هذا برقصها رقصة التشارلستون، أو بارتدائها ثوب سباحة ضيق بلون الجلد لإثارة الجدل. كانت سمعة أبيها تحميها من أي شئ قد يشوب سمعتها. وكان من المتوقع في هذا الوقت من نساء الجنوب أن يكن رقيقات، ومطيعات، ومتأقلمات. كانت تصرفات زيلدا صادمة لكل من حولها، وأصبحت هي وصديقة طفولتها التي أصبحت نجمة من نجوم هوليوود «تالولا بانكهيد» مادة خصبة للنميمة. ولخصت مبادئها في الحياة في كلمات تحت صورة تخرجها من المدرسة الثانوية:
لم العمل في كل الوقت، حين يمكن للجميع السلف
لنفكر في اليوم فقط، ولا نقلق من الغد
.

### فرنسيس سكوت فيتزجيرالد
تقابل سكوت وزيلدا للمرة الأولى في تموز/يوليو. بدأ سكوت في محادثتها يوميًا وأتى إلى مونتغومري في أيام فراغه. وكان يتحدث عن خططه ليصبح مشهورًا، وأرسل إليها فصل من كتاب كان يكتبه. سحرت زيلدا سكوت لدرجة أنه أعاد رسم شخصية روزاليند كوناج في هذا الجانب من الجنة لتشبهها. فكتب:" أي نقد لروزاليند ينتهي عند جمالها وأخبر زيلدا أن:" البطلة تشبههك في أكثر من أربع أوجه للشبه". ولكن كانت زيلدا بالنسبة له أكثر من مجرد مصدر إلهام، فبعد أن أرته مذكراتها الشخصية، أخذ منها بعض الأجزاء حرفيًا. وفي خاتمة هذا الجانب من الجنة، تم أخذ مناجاة نفس البطل الرئيس أموري بلاين في المقبرة من مذكراتها مباشرةً.

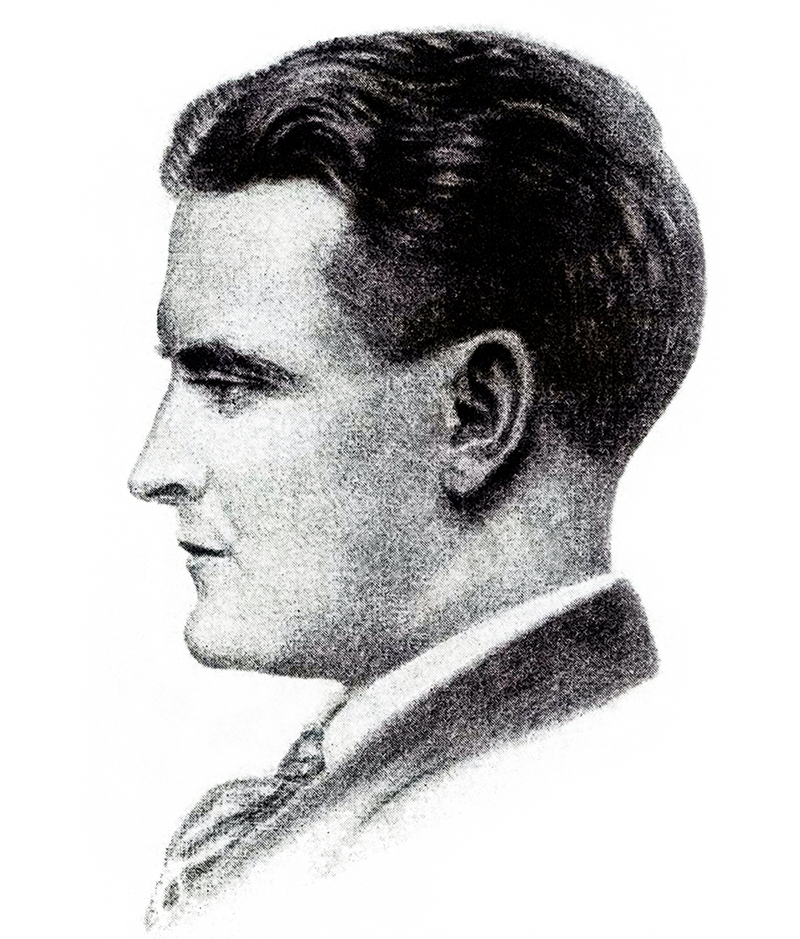
رسمة لفرنسيس سكوت فيتزجيرالد رسمها جوردون براينت لمجلة شادولاند في 1921

كانت المقابلة الأولى لسكوت وزيلدا في محطة قطار (المقابلة التي استعملها سكوت فيما بعد في «غاتسبي العظيم» مع شخصية نيك.) لم يكن سكوت الرجل الوحيد في حياة زيلدا في هذا الوقت، ولكن التنافس عليها جعله يريدها أكثر. ودون في مذكرته التي كان يحملها دومًا معه في السابع من أيلول/سبتمبر أنه قد وقع في الحب. وفي النهاية، وقعت زيلدا هي الأخرى في حبه. وكتبت نانسي ميلفورد التي كتبت سيرة زيلدا الذاتية:«هناك شئ في نفس زيلدا لم يفهمه أحد غير سكوت وهو شعور رومانسي بأهمية نفسها.».
تقطعت صلتهم لمدة قصيرة في تشرين الأول/أكتوبر عندما اُستدعي للشمال. توقع أن يتم إرساله إلى فرنسا، ولكن أُرسل إلى مخيم ميلز في لونغ آيلند. وعندما كان هناك، تم توقيع الهدنة مع ألمانيا. عاد إلى القاعدة في مونتغومري، وعندما حل كانون الأول/ديسمبر، كانت تتملكهم العاطفة كلية ولم يفترقا. وصف سكوت فيما بعد تصرفهم «بالتهور العاطفى». وفي 14 شباط/فبراير عام 1919، تم إخلائه من الجيش وذهب إلى نيويورك ليؤسس حياته.
تراسل سكوت وزيلدا بصفة مستمرة وفي آذار/مارس 1920، أرسل سكوت لزيلدا خاتم أمه وعُقدت الخطبة. كان للعديد من أصدقاء زيلدا وأفراد عائلتها عدد من التحفظات على علاقتها؛ لم يُعجبوا بإسراف سكوت في شرب الخمر، ولم تعجب عائلتها الأسقفية كونه كاثوليك..

### الزواج
و في أيلول/سبتمبر، أكمل سكوت روايته الأولى، هذا الجانب من الجنة، وتم الاتفاق على نشرها. عندما علم سكوت بالموافقة على نشر روايته، أرسل إلى الناشر ماكسويل بركينز، طالبًا منه سرعة النشر:«هناك أشياء كثيرة عندي تعتمد على نجاح الرواية- بما في ذلك بالطبع فتاة.». وفي تشرين الثانى/نوفمبر، عاد إلى مونتغومري منتصرًا بأخبار روايته. وافقت زيلدا على الزواج منه بمجرد نشر الرواية.، وهو أيضًا وعدها بأن يأخذها إلى نيويورك بكل ما تحمله نيويورك من ألوان بداية العالم. نُشرت هذا الجانب من الجنة في 26 آذار/مارس، ووصلت زيلدا إلى نيويورك في 30 من الشهر نفسه، وفي 3 نيسان/أبريل، تزوجا في كنيسة سانت باتريك وبعدها أقاما حفل صغير.
أصبح سكوت وزيلدا من مشاهير نيويورك بسبب تصرفاتهم المتهورة ونجاح هذا الجانب من الجنة. وقد أًمروا بمغادرة فندق بالتيمور وفندق كومودور بسبب سكرهم. وزيلدا قفزت مرة في نافورة ميدان الاتحاد. ومثال آخر على تصرفاتهم تلك، هي جلوسهم فوق سيارة أجرة عندما قابلتهم دوروثي باركر لأول مرة. قالت باركر:«لقد بدوا كما لو أنهم نزلوا من الشمس لتوهم، كان شبابهم لافت للأنظار. الجميع أراد أن يقابلهم.». كانت حياتهم الاجتماعية تتمحور حول الكحول. فعلى المستوى العام، كان هذا يعني أكثر من أخذهم القيلولة عند وصولهم إلى الحفلات، وعلى المستوى الخاص، تسبب الكحول في خلافات أكثر مرارًا. ولكن لحسن حظهم، أصبحوا مثال للشباب والنجاح على صفحات جرائد نيويورك- الأطفال المدللين لعضر الجاز.
و في عيد الحب لعام 1921، اكتشفت زيلدا أنها حامل عندما كان سكوت يكتب الجميلة والملعون. وقرروا أن تلد زيلدا في منزل سكوت في سانت باول. وفي 26 تشرين الأول/أكتوبر، وضعت زيلدا ابنتهم، فرانسس"سكوتي" فيتزجيرالد. وعندما أفاقت من التخدير، سجل سكوت لزيلدا قولها:" يا إلهي، أنا سكرانة. مارك توين. أليست ذكية- إنها تشهق. أتمنى أن تكون جميلة وحمقاء- حمقاء صغيرة وجميلة. كان للعديد من كلماتها وجود في روايات سكوت، ففي ''غاتسبي العظيم''، تمنت شخصية ديزى بتشنان أمنية شبيهة لابنتها.

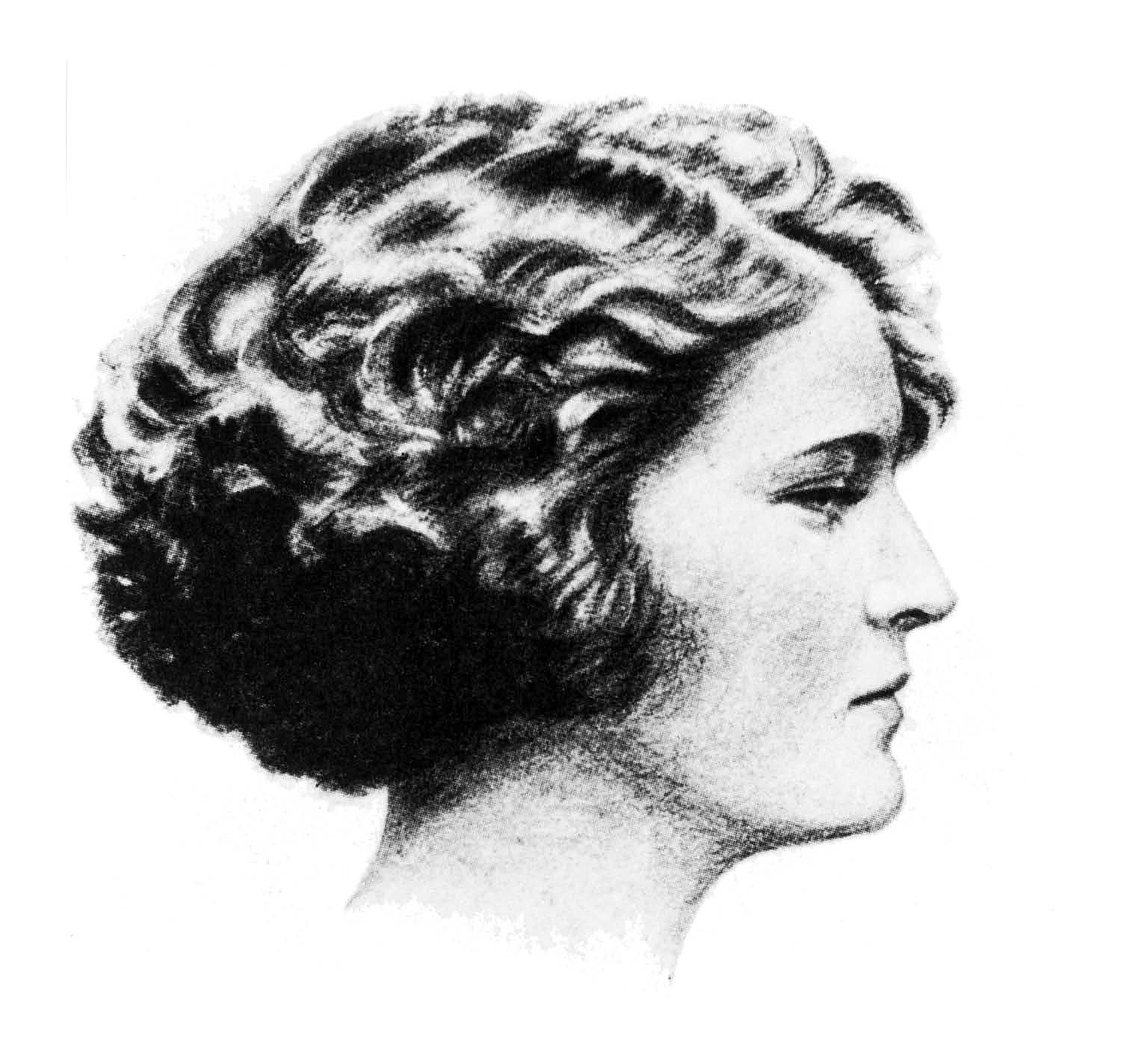
زيلدا في 1922

لم تكن زيلدا منزليو ولم تبدي يومًا أي اهتمام بالأعمال المنزلية. وفي 1922، وظف الزوجان ممرضة لابنتهما، وآخرين لتنظيف المنزل، وغاسلة. وعندما طلبت دار نشر هاربر والأخوة من زيلدا أن تساهم في كتاب أشهر طرق الأكل لأشهر النساء كتبت:«تفقد إذا كان هناك أي لحم مقدد، اسأل الطباخ عن أي مقلاة تستخدم لقليه. ثم اسأل إذا كان هناك أي بيض، وإذا وُجد حاول أن تغري الكباخ أن يسكرهم معًا. من الأفضل الأا تجرب الخبر المجفف لأنه يحترق سريعًا. وأيضًا بالنسبة للحم المقدد، لا تجعل النار حامية، وإلا ستضطر أن تترك المنزل لأسبوع. من الأفضل أن يُقدم الأكل على أطباق صيني، ولكن الأطباق من الهب أو من الخشب ستؤدي الغرض أيضًا.»
و في بداية عام 1922، أصبحت زيلدا حامل مجددًا، ويقال أنها خضعت لعملية إجهاض. وفي آذار/مارس، سجل سكوت في مذكراته، «زيلدا والمجهض». ظلت أفكار زيلدا عن حملها الثاني غير معروفة، ولكن في مسودة الجميلة والملعون الأولى، تلك الرواية التي كان يكملها سكوت، كتب مشهد للشخصية النسائية الرئيسة جلوريا في الرواية تعتقد فيه أنها حامل ويقترح أنتوني الشخصية الأخرى أن «تتحدث للنساء وتعرف الأفضل الذي يمكن فعله. فمعظمهم يصلحوا الوضع بطريقة ما.» تم حذف اقتراح أنتوني من النسخة النهائية، وتغيير قرار جلوريا في الإجهاض إلى مجرد خوفها من أن الحمل سيدمر شكلها>.

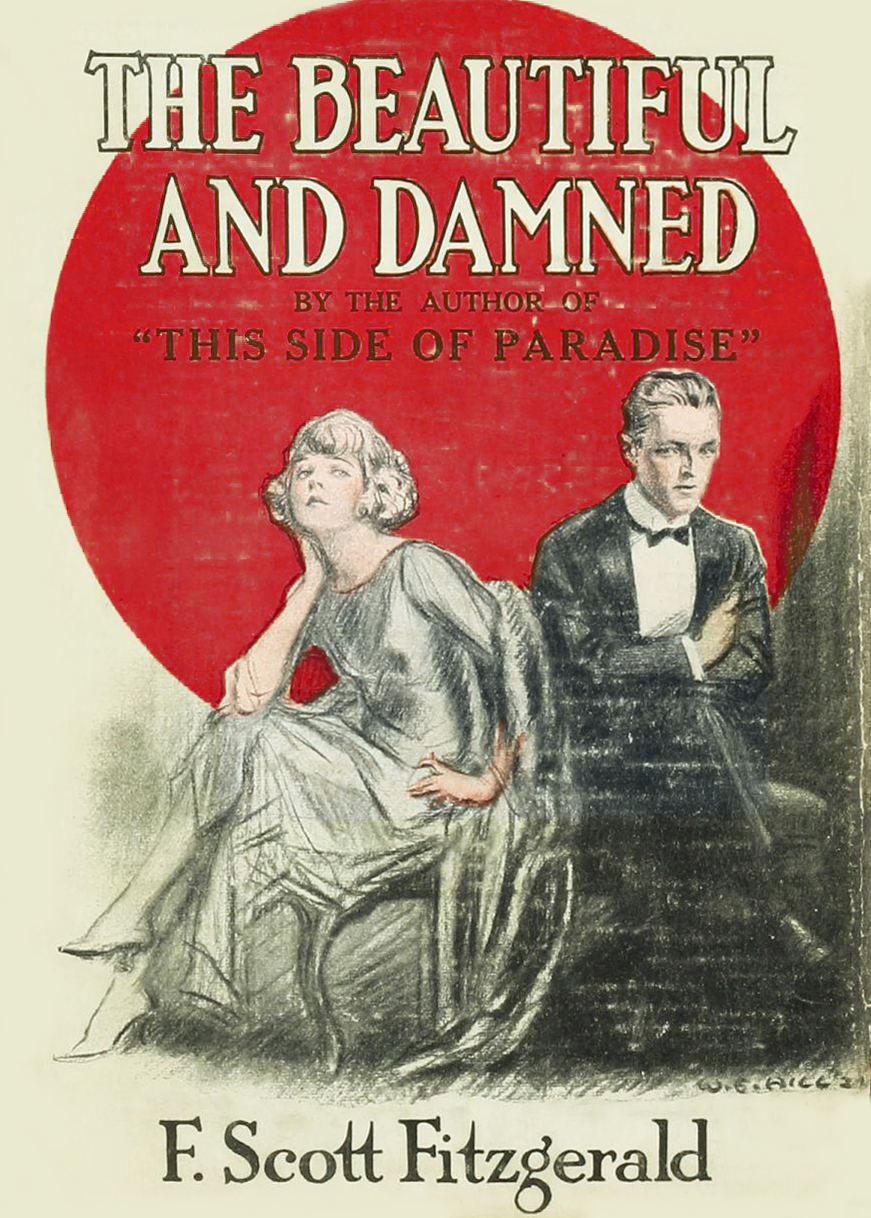
النسخة الأولى من الجميلة والملعون بغلاف واقي من التراب، عليه الشخصيات الرئيسة لأنتوني وجلوريا، وتم رسمهم ليشبهوا سكوت وزيلدا.

و باقتراب موعد نشر الجميلة والملعون، طلب برتون راسكو المحرر الأدبى لمجلة «منبر نيويورك» الذي تم تعيينه مجددًا من زيلدا أن تثير حماس القراء بنقد مثير للجدل لأخر أعمال زوجها. وفي نقدها، قامت بتلميحات أن زوجها استخدم مذكراتها في روايته، ولكن أصبحت المادة المحذوفة مصدر للاستياء.

بدايةً، يجب على الجميع أن يشتري هذا الكتاب للأسباب الجمالية الآتية. أولًا، لأنى أعلم أين توجد أجمل قطعة قماش لفستان ذهبي بميلغ 300 دولار فقط في محل في شارع الثاني والأربعين، وأيضًا، إذا اشتراها عدد كافٍ من القراء هناك خاتم من البلاتين، وأيضًا إذا اشتراها عدد كبير من البشر زوجي يحتاج إلى إلى معطف شتاء كبير، بالرغم من أن معطفه كان جيد للثلاث سنوات الأخيرة... يبدو لى أنه في صفحة ما لاحظت مقاطع من مذكراتي القديمة التي اختفت في منتهى الغمة ض بعد زواجي بفترة قصيرة، وأيضًا بدت مقاطع من رسائل، بالرغم من تصحيحها، مألوفة. في الحقيقة، يبدو أن سيد فيتزجيرالد-أعتقد هذه الطريقة التي يكتب بها اسمه- يؤمن بأن القرصنة الأدبية تبدأ في المنزل.
أدت هذه القطعة إلى عروض كثيرة على زيلدا من مجلات أخرى. وفي حزيران/يونيو، نشرت زيلدا مقالة بعنوان «مدح في الفلابر» في مجلة متروبوليتان. وبالرغم من أن ظاهريًا تبدو المقالة عن تراجع أسلوب الفلابر، إلا أن نانسي ميلفورد كاتبة السيرة الذاتية لزيلدا كتبت أن هذه المقالة كانت بمثابة «دفاع عن أسلويها في الحياة.». وصفت زيلدا الفلابر:

استيقظت الفلابر من سبات مراهقتها، سرحت شعرها، ووضعت أحلى أقراط، وأحمر شفاه، وأظهرت جراءة ودخلت المعركة. غازلت لأن المغازلة مرحة وارتدت ثوب السباحة لأن شكلها كان يساعدها... كانت على دراية أن الأشياء التي فعلتها هي الأشياء التي رغبت في فعلها دومًا. اعترضت الأمهات على أن يصطحب أبنائهم فتيات الفلابر إلى الحفلات، وإلى احتساء الشاي، وإلى السباحة، وإلى قلوبهم فوق كل هذا
أكملت زيلدا في الكتابة، وباعت العديد من القصص القصيرة والمقالات. وساعدت سكوت في كتابة مسرحية النبات، ولكن عندما فشلت وجدوا أنفسهم غارقين في الديون. كتب سكوت قصص قصيرة في حالة من الغضب كي يدفع الفواتير، ولكنه تعب واكتئب. وفي نيسان/أبريل 1924، غادروا إلى باريس.

### الاغتراب
و بعد وصولهم إلى باريس، غيروا موقعهم إلى أنتيب على شاطئ الريفيرا الفرنسي. وعندما كان سكوت مشغولًا بكتابة غاتسبي العظيم، أُغرمت زيلدا بادوارد جوزان وهو شاب ساحر فرنسي يعمل طيار... وأمضت أمسيات تسبح في الشاطئ أو ترقص معه في الكازينوهات. وبعد ستة أسابيع، طلبت زيلدا الطلاق. طالب سكوت أولًا بمواجهة جوزان، ولكنه تعامل مع زيلدا وحبسها في المنزل، حتى تراجعت عن طلب الطلاق. لم يعلم جوزان بطلبها الطلاق. ترك جوزان الريفييرا فيما بعد، ولم تره زوجى الفيتزجيرالد مرة أخرى. قال جوزان فيما بعد لكاتيبة سيرة زيلدا الذاتية ميلفورد أن أي خيانة كانت من محض الخيال:«كان الاثنان يحبان الدراما، واخترعوا هذه القصة، وربما كانوا ضحايا لخيالهم غير المستقر وغير الصحي.» ذكر فيتزجيرالد في كتابه «حياة في رسائل» حادثة جوزان في رسالته إلى لودلو فاولر في آب/أغسطس، وتحدث عن أوهامه التائهة في غاتسبي العظيم وثقته المفقودة في وفاء زيلدا، عكس الكتاب الجوانب المحورية لحبهم، ومصادقتهم، وفراقهم، وعودتهم معًا بحلول النجاح المادي وخيانتها مع جوزان:«أشعر بكبر السن أيضًا....ثقل الرواية على أكتافي- خسارة تلك الأوهام التي تعطي ألوانًا للعالم لدرجة لا تصبح فيها تكترث لصحة الأشياء أو عدم صحتها طالما تقاسم التألق الساحر.» ظلت غاتسبي العظيم مسودة منذ أزمة جوزان في تموز/يوليو، وتم إرسال النسخة المطبوعة على الآلة الكاتبة إلى السكربنرز في آخر تشرين الأول/أكتوبر. 2013..وكتب في مذكراته:«في أيلول/سبتمبر هذا من عام 1924، علمت أن هناك شئ حدث لا يمكن إصلاحه أبدًا.»

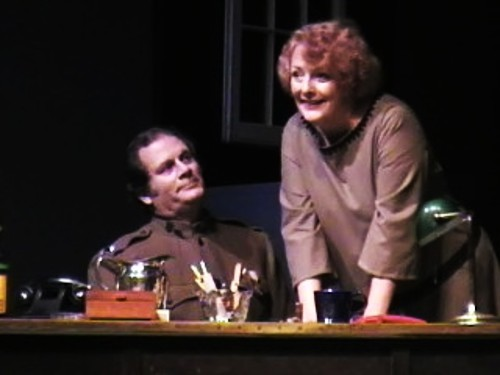
لانس أديل في دور فرانسيس سكوت فيتزجيرالد ولورين بلوم في دور زيلدا فيتزجيرالد في الفلابر الأخير،دراما عن حياة زيلدا

بعد المشاداة، حافظ الزوجان على مظهرهم العام السعيد أمام أصدقائهم. ولكن في أيلول/سبتمبر، تعاطت زيلدا جرعة زائدة من أقراص المنوم. لم يتحدث الزوجان أبدًا عن هذه الحادثة، ورفضا أن يتناقشوا إذا كانت هذه محاولة انتحار أم لا. عاد سكوت إلى الكتابة، وأنهى غاتسبي العظيم في تشرين الأول/أكتوبر. حاول الزوجان الاحتفال بالسفر إلى روما وكابري، ولكن كانوا غير سعداء وغير أصحاء.و عندما تسلم النسخ الأولية من روايته انزعج من العناوين المطروحة: تريمالشيو في غرب اج، أو تريمالشيو أو غاتسبي، أو غاتسبي صاحب غطاء الرأس الذهبي، أو العاشق المحلق. كانت زيلدا هي من فضلت غاتسبي العظيم. وفي أثناء هذه الرحلة، أصيبت زيلدا بالتهاب القولون وبدأت في الرسم.
و في عام 1925، قابل سكوت إرنست همينغوي، وساعده في الدعاية إلى كتاباته. أصبح سكوت وهيمنغوي أصدقاء مقربين، ولكن لم يتفق زيلدا وهيمنغوي منذ المقابلة الأولى، ووصفته على الملأ بالإنسان المزيف ، وب«هذا الجان»، وبأنه «مصطنع كاللعبة المطاطية». اعتبرت زيلدا شخصية هيمنغوي المتسلطة مجرد جدعة؛ وبدوره أخبر هيمنغوي سكوت بأن زيلدا مجنونة. ربما سبب عدم اعجابها بهيمنغوي هو اصرار سكوت على أن تخبر هيمنغوي وزوجته هادلي قصة علاقتها مع جوزان.و في محاولة لتحسين الأمر، أخبر الزوجان فيتزجيرالد أن العلاقة انتهت بانتحار جوزان. وقدم هيمنغوي الزوجان فيتزجيرالد إلى مجتمع الجيل الضائع المغترب:جيرترود شتاين، وأليس ب. توكلاس، وروبرت ماكلمون وآخرين..

### الهوس والمرض
بالرغم من أن سكوت اعتمد اعتمادًا كبيرًا علي شخصية زوجته الحادة في كتاباته، إلا أن جزء كبير من الصراع الذي احتد بينهما كان بسبب شعور زيلدا بالملل وبالعزلة عندما كان سكوت مشغول بالكتابة.كانت دومًا تقاطعه عندما كان يعمل، وأصبح الاثنان في حالة من البؤس خلال العشرينات. أصبح سكوت مدمن على الكحوليات، كما زاد سلوك زيلدا التائه، ولم يقوم أحدهما بأي تقدم في جهودهم الأدبية.
تملكت زيلدا رغبة عارمة في أن تثبت أن لها موهبة تخصها هي وحدها، ربما كان هذا رد فعل لشهرة ونجاح سكوت في الكتابة. ففي عمر السبعة وعشرين، أصبحت مهووسة برقص الباليه، الذي درسته وهي طفلة.أثنى الجميع على مهارات رقصها عندما كانت طفلة، ورغم أن آراء أصدقائها تفاوتت بالنسبة إلى مهارتها، ولكن من الواضح أنها كانت تمتلك درجة مقبولة من الموهبة.و لكن لم يعجب سكوت رغبة زوجته في أن تصبح راقصة محترفة، معتبرًا هذا مضيعة للوقت.
جددت زيلدا حبها لدراسة الباليهو ولكن كان الوقت قد تأخر على أن تصبح راقصة محترفة، وبرغم هذا أصرت زيلدا على أن تقوم بتمرين مرهق يومي (كان يصل التمرين إلي ثمانية ساعات يوميًا)، مما ساهم في بإرهاقها الذهني والجسماني. وفي أيلول/سبتمبر 1929، دُعيت زيلدا لتنضم إلى مدرسة الباليه التابعة شركة بالية أوبرا سان كارلو بنابلس، ولكن برغم أن هذه الفرصة كانت ستقربها من نجاحها، إلا أنها رفضت. وبالرغم من أن عامة الناس ظنوا أن الزوجان فيتزجيرالد يعيشوا حياة من الشهرة، إلا أن أصدقائهم لاحظوا أن أسلوبهم في الاحتفال تحول من أسلوب يجاري الموضة إلى أسلوب تدمير ذاتي-أصبحت صحبة الاثنين ثقيلة الظل.
و في نيسان/أبريل 1930، تم إيداع زيلدا في مصحة في فرنسا حيث تم تشخيص حالتها على يد أقوى أطباء أوروبا النفسانيين د.يوجين بلولور، بعد أشهر من المتابعة والمعالجة والاستشارة على أنها مصابة بالفصام. في البداية، تم إيداعها في مستشفى خارج باريس، ثم تم نقلها إلى عيادة في مونترو، سويسرا.عالجت العيادة أولًا أمراض جهاز الهضم، وبسبب مشاكلها النفسية العميقة، تم نقلها إلى وحدة نفسية في برانغينز على شواطئ بحيرة ليمان.خرجت زيلدا في أيلول/سبتمبر 1931، وعادت مع زوجها إلى مونتغمري، ألاباما حيت كان والدها جود ساير على وشك الموت.و في وسط فاجعة أهلها، قرر سكوت الرحيل إلى هوليوود. مات والدها حين كان سكوت غائبًا، وتراجعت صحتها.و في شباط/فبراير 1932، عادت لتعيش في عيادة نفسية.

### احفظ لي الفالس
في عام 1932، اجتاحت زيلدا موجة من الابداع عندما كانت تتعالج في عيادة فيبز في مستشفى جونز هوبكنز في بالتيمور. ففي الستة أسابيع الأولى في العيادة، كتبت رواية كاملة وأرسلتها إلى ناشر سكوت ماكسويل بيركنز.
تملك سكوت الغضب عندما قرأ رواية زيلدا بعد أسبوع من إرسالها إلى بيركنز.كانت الرواية شبه سيرة ذاتية لزواجهم.وبخ سكوت زيلدا في رسائله لأن روايتها استخدمت مواد شخصية كان هو خطط لأن يستخدمها في روايته الليلة الناعمة، التي كان يعمل عليها لسنوات، لتنشر أخيرًا في عام 1934.
أرغم سكوت زيلدا على أن تراجع الرواية، وأن تحذف منها المادة الأدبية المستوحاة من حياتهم التي أراد هو أن يستخدمها.و بالرغم من أن الكساد الكبير قد أطاح بأمريكا، إلا أن سكريبنر وافق على نشر روايتها، وطبع 3010 نسخة تم إصدارهم في السابع من تشرين الأول/أكتوبر،1932.
كانت التشابهات بين الشخصيات وبين زيلدا وسكوت واضحة. كانت بطلة الرواية ألاباما بيجز، مثل زيلدا ابنة قاضي جنوبي، وتتزوج من دايفد نايت الرسام الطموح الذي يصبح مشهورًا بغتة. يحيوا الحياة السريعة في كونيتيكت، قبل أن يرحلوا إلى فرنسا.تشغل ألاباما نفسها برقص الباليه لعدم رضاها عن زواجها.و بالرغم من أن البعض قال لها أنها لا تملك أي فرصة، إلا أنها استمرت وأصبحت الراقصة الأساسية في فرقة أوبرا. تمرض ألاباما بسبب الإرهاق، وتنتهي الرواية بعودتهم إلى عائلتها في الجنوب، لأن أباها كان على وشك الموت.
موضوعيًا، رسمت الرواية صراع ألاباما (الذي كان صراع زيلدا هي الأخرى) وهو أن ترقى فوق كونها مجرد مشاهد للأحداث وأن تحظى باحترام لانجازاتها هي-أن تكون شخصيتها المستقلة بعيدًا عن زوجها. كان أسلوب زيلدا في الكتابة مختلف عن أسلوب سكوت.كانت اللغة المستخدمة في احفظ لي الفالس زاخرة بالأفعال ومليئة بالاستعارات المُعقدة.كانت الرواية أيضًا حسية بشكل عميق.؛ حيث كتبت الدارسة الأدبية جاكلين تافرينيه كوربين في عام 1979:«تنبع الحسية من إدراك ألاباما لرغبة الحياة بداخلها، وعي جسمها، الصورة الطبيعية التي يُعبر من خلالها عن المشاعر والحقائق البسيطة، والحضور الغامر للحواس، خاصة اللمس والشم، في كل وصف.»
لم يستقبل النقاد الرواية بشكل جيد في الوقت الذي نُشرت فيه.و لسوء حظ زيلدا، تم بيع 1392 نسخة فقط وكسبت منهم 120.73$. تحطمت آمال زيلدا بسبب فشل احفظ لي الفالس، ونقد سكوت القاسي-فقد لقبها ب«المنتحلة» و«كاتبة من الدرجة الثالثة».. كانت هذه الرواية الوحيدة الني نشرتها.

### الأعوام المتبقية
منذ منتصف الثلاثينيات، قضت زيلدا بقية حياتها في درجات مختلفة من التوتر الذهني. عُرضت بعض لوحاتها التي رسمتها بنفسهاعلى مر الأعوام، التي قضتها داخل وخارج المصحات، في 1934.صدمت زيلدا في رد الفعل تجاه فنها المماثل لرد الفعل تجاه كتابها.وصفت مجلة النيويوركر الرسومات بأنها «رسومات للأسطورية زيلدا فيتزجيرالد، تحمل ما تبقى من معاني عاطفية أو روابط مما مرتبطة بعصر الجاز.» لا يوجد وصف حقيقي لأى من رسوماتها. عادت زيلدا إلى طبيعتها العنيفة والمنعزلة. وفي 1936، أودعها سكوت في مشفى هاي لاند في آشفيل، كارولاينا الشمالية، وكتب إلى الأصدقاء بمنتهى الحزن:
تدعي زيلدا الآن أنها على صلة وثيقة بالمسيح، وويليام الفاتح، وماري ستيوارت، وأبولو، وكل ما يخص نكات مصحة غير العقلاء....لا يوجد ليلة لا أقدر فيها ما مرت به وعانته. فبطريقة أو بأخرى، ويمكن ألا تصدقوني، زيلدا كانت طفلتي (لم يكن هذا الشعور متبادل كما هو الحال في الزيجات الأخرى)... كنت حقيقتها العظمى، كنت العامل الوحيد الذي يجعل العالم حسيًا بالنسبة لها.
بقت زيلدا في المشفى وعاد سكوت إلى هوليوود لعمل يتقاضى فيه 1000$ عن كل أسبوع مع شركة مترو غولدوين ماير في حزيران/يونيو 1937. بدأ سكوت علاقة جدية مع كاتبة عمود الأفلام شيلا غراهام دون علم زيلدا. ورغم شدة حماس العلاقة، إلا أن سكوت كان يشعر بالمرارة والحرقة.لام سكوت زيلدا عندما طُردت ابنتهم سكوتي من مدرستها الداخلية في عام 1938.و بالرغم من أن سكوتي قُبلت في مدرسة فاسار، إلا أن كره سكوت لزيلدا أصبح أقوى بمراحل. كتب ميلفورد:«كانت قوة كرهه لزيلدا واضحة. فقد كانت هي من دمرته، هي من جعلته يقفد موهبته.. كانت هي السبب في خيانته لحلمه.»
في عام 1938، عاد سكوت إلى آشفيل بعد نزاع عنيف ومخمور بينه وبين شيلا.قررت مجموعة في مشفي زيلدا أن تذهب إلى كوبا، ولكن زيلدا لم تذهب. قررت هي وسكوت أن يذهبوا وحدهم.كانت الرحلة كارثة بكل المقاييس: ضُرب سكوت وهو يحاول أن يوقف صراع وعادت إلى الولايات المتحدة في غاية التعب حتى أنه ذهب إلى المشفى. لم يرى سكوت وزيلدا بعضهم مجددًا.
عاد سكوت إلى هوليوود وشيلا، وعادت زيلدا إلى المشفى. تحسنت حالتها في آشفيل، وخرجت في آذار/مارس 1940، بعد أربعة أعوام من تاريخ دخولها.كانت زيلدا على مشارف الأربعين الآن، لم يعد لديها أي أصدقاء، ولم تملك هي ولا سكوت أي مال.كان سكوت يشعر بالمرارة الشديدة تجاه فشله الخاص ونجاح هيمنغوي المستمر. كتب سكوت وزيلدا رسائل إلى بعضهم بشكل مستمر حتى انهار سكوت في كانون الأول/ديسمبر 1940. وفي 21 كانون الأول/ديسمبر عام 1940، مات، ولكن لم تستطيع زيلدا حضور الجنازة في روكفيل.
قرأت زيلدا النسخة الأولية غير المكتملة التي كان يكتبها سكوت قبل وفاته،حب التاجر الأخير.كتبت زيلدا إلى الناقد الأدبي إدموند ويلسون، الذي وافق على تحرير الكتاب حبًا في أسطورة سكوت. قالت ميلفورد، كاتبة سيرة زيلدا الذاتية، أن زيلدا آمنت أن أعمال سكوت احتوت على«حالة مزاجية أمريكية وثيقة من الإيمان بالذات والرغبة في الحياة، أشياء نساها من عاصر سكوت.و أصرت أن سكوت لم ينسى ذلك. وتملكت أعماله حيوية وطاقة بسبب إيمانه بنفسه الذي لا يكل أبدًا.» بدأت زيلدا في كتابة رواية جديدة، أشياء قيصر، بعد قرائتها إلى حب التاجر الأخير. وغابت أيضًا عن فرح ابنتها، كما غابت عن جنازة سكوت. وبحلول آب/أغسطس 1943، عادت زيلدا مرة أخرى إلى مشفى هاي لاند. عملت على روايتها في الفترات التي كانت فيها المشفى أو خارجها. لم تتحسن حالتها ولم تنتهي من روايتها. وفي ليلة العاشر من آذار/مارس عام 1948، اشتعل حريق في مطبخ المشفى. حُبست زيلدا في غرفة العلاج الكهربائي وهي تنتظر جلستها. انتقلت الحريق عبر المصعد، وانتشرت في جميع الأدوار. كانت مخارج الطوارئ من الحشب، فاشتعلت هي أيضًا. مات تسعة نساء، بما فيهم زيلدا.

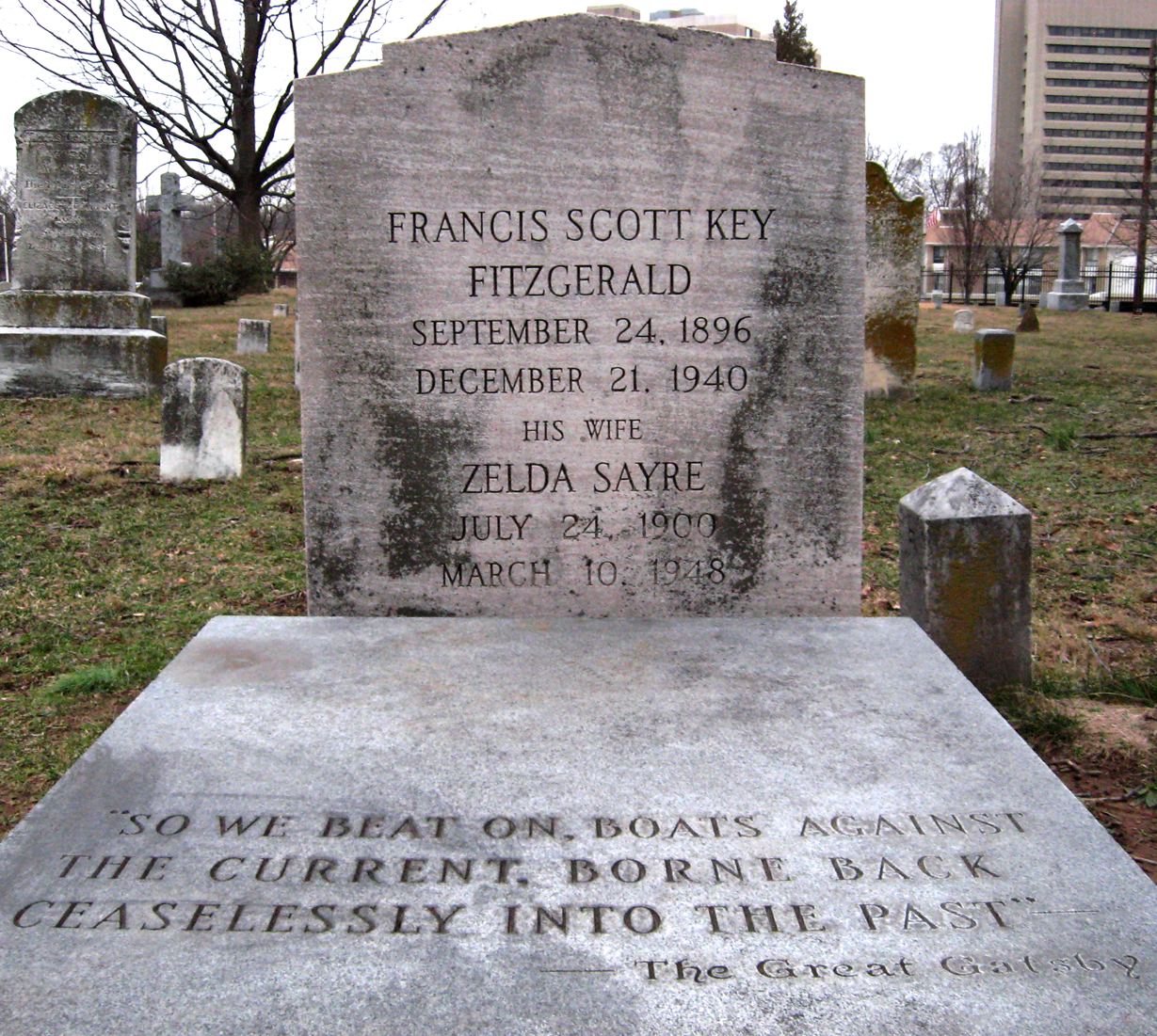
قبر زيلدا وسكوت في روكفيل، ماريلاندكتبت

 ابنتهم، سكوتي، بعد موتهم:
أعتقد (على غرار ما تم توثيقه) أن إذا كان الناس عقلاء، يستطيعوا بإخراج أنفسهم من المواقف المجنونة، لذلك لم أقتنع أبدًا بفكرة أن شرب أبي للكحول أدى إلى دخول أمي المصحة. ولا أعتقد أيضًا أن هي من جعلته يسكر.
تم دفن سكوت وزيلدا في روكفيل، ماريلاند-أوليًا في مقبرة اتحاد روكفيل، بعيدًا عن مقبرة عائلته.و في 1975، قامت سكوتي بحملة لدفن والديها في مقبرة سانت مارى الكاثوليكية. وحُفر على مقبرتهم أخر جملة من غاتسبي العظيم:«سنستمر، كالسفن ضد التيار، عائدين دون توقف إلى الماضي.»

## الإرث
مات سكوت معتقدًا أنه إنسان فاشل، ولم يعبأ أحد حتى بموت زيلدا. ولكن زاد الاهتمام بالزوجين فيتزجيرالد مرة أخرى بعد مدة قصيرة.كتب السيناريست باد شلبرغ، الذي عرف سكوت منذ أعوامه التي قضاها في هوليوود، فيلم «المُحرر من الأوهام» في 1950.كان الفيلم يُمثل شخصية مستواحة من سكوت فيتزجيرالد الذي كان مدمن كحوليات فاشل. تبع هذا الفيلم كتاب الجانب البعيد من الجنة الذي يحكي السيرة الذاتية لسكوت فيتزجيرالد وألفه آرثر ميزنر الأستاذ الجامعي بجامعة كورنيل، وأعاد هذا الكتاب الاهتمام بالزوجين من قبل الدارسين. تم نشر الكتاب على أجزاء في مجلة الأتلانتيك الشهرية، ثم نُشرت قصة عن الكتب في مجلة لايف التي كانت في ذلك الوقت أكثر مجلة دورية تُقرأ وتُناقش. كان سكوت في نظر الجميع يمثل فشل مذهل؛ واعتقدوا أن طاقته المُهدرة هي السبب في صحتها العقلية.
افتتحت مسرحية «المُحرر من الأوهام» في برودواي عام 1958.نشرت عشيقة سكوت سيلا غراهام في نفس العام سيرة بعنوان:الخائن المحبوب عن أعوامه الأخيرة. حققت تلك السيرة أعلى المبيعات وتحولت إلى فيلم من بطولة غريغوري بيك في دور سكوت وديبورا كير في دور شيلا.ساعد الكتاب والفيلم في رسم صورة لسكوت يتعاطف معها الجمهور أكثر من الأعمال السابقة.شهد زواج زواج زيلدا وسكوت أكثر مراجعة دقة عندما نشرت نانسي ميلفورد، طالبة دراسات عليا في جامعة كولومبيا، كتابها زيلدا: سيرة ذاتية وكان أول معالجة كتابية لحياة زيلدا.و تم وصوله إلى تصفيات جائزة بوليتزر وجائزة الكتاب القومي، وحافظ على مكانه في قائمة الأكثر مبيعًا في جريدة نيو يورك تايمز. أعاد الكتاب تصوير زيلدا بصفتها فنانة، لم يعطها زوجها المتحكم فرصة لإطلاق العنان لموهبتها. أصبحت زيلدا بسبب هذا رمز للحركة النسائية في السبعينيات-امرأة التي تحكم المجتمع الذكوري في موهبتها غير المُقدرة.
كانت زيلدا مصدر إلهام أغنية «المرأة الساحرة»
,، التي كتبها دون هنلي وبيرني ليدون لفرقة الصقور، كتبها هنلي بعد قرائته للسيرة الذاتية للزيلدا؛ زبلدا المتأملة، والعبقرية الجزئية وراء زوجها سكوت فيتزجيرالد، والفلابر الساحرة والجامحة المنتمية إلى عصر الجاز والعشرينيات الصاخبة المتمثلة في شخصية دايزي بكنان في رواية غاتسبي العظيم. سلوك زيلدا في كلمات أغنية «المرأة الساحرة» يشير إلى حفلاتها الزائدة عن الحد، التي كانت تضرها، فكان يشير مقطع «أطاحت بنفسها إلى الجنون بملعقة فضية» من الأغنية إلى وقت زيلدا في المصحة، والملعقة الفضة تشير إلى الملعقة التي كانت تستخدم لإذابة مكعبات السكر في الأفسنتين. كان الأفسنتين المشروب الكحولي المشهور لعقد العشرينيات ويستخرج من عشب الشيح وكان يُطلق عليه «الجنية الخضراء» لأنه كان يسبب الهلاوس أحيانًا.
اعتمد تينيسي وليامز على رواية ميلفورد في تمثيل حياتهم في الثمانينيات في دراما «ملابس لفندق صيفي». ظهر كاريكتير لزيلدا وسكوت ممثلين فيه قمة تألق شباب عصر الجاز، وممثلين للجيل الضائع، ومثال لتوابع النجاح الزائد. اخترقت أسطورة زيلدا وسكوت الثقافة العامة: ففي فيلم مانهاتن لوودي آلن في 1979، عندمااعترف صديق آلن بأنه ينتوي أن يهجر زوجتهمن أجل عشيقته (التي يتصاجف كونها صديقة آلن السابقة)، يسأل آلن صديقه في دهشة إذا ما كان ينتوي أن «يهرب مع الرابحة لجائزة زيلدا للنضج العاطفي.»
كتب راوى السير الذاتية كلاين عن أسطورة زيلدا في الثقافة العامة:«شبهت الأسطورة زيلدا بأيقونات القرن العشرين، مارلين مونرو، وديانا أميرة ويلز. تشارك زيلدا كلا منهما في تحدي الظروف، والتأثر العميق، والجمال الملعون، والصراع غير المتوقف لإيجاد هوية، والحياة التراجيدية القصيرة، والطبيعة المستحيلة.». اُفتتح متحف سكوت وزيلدا فيتزجيرالد في مونتغومري، ألاباما في 1989. أقيم المتحف في منزل قاما بإيجاره في 1931 و1932. يعج المتحف من الأماكن النادرة التي تحتوي على لوحات فنية لزيلدا للعرض.
اُفتتحت مسرحية موسيقية «الجميلة والملعون»، كن كتاب لكيت هيثكيث هارفي وكلمات وألحان لليس ريد وروجر كوك في غرب لندن في 2004 وقامت بدور زيلدا هيلين أنكر.
عرض الملحن فرانك وايلدهورن والشاعر الغنائي جاك ميرفي مسرحيتهم الغنائية «في انتظار القمر» في 2005 في مارلتون في نيو جيرسي. قامت بدور زيلدا لورين كينيدي. يتمحور العرض على وجهة نظر زيلدا ويحتوي على العديد من الرقص. لا يزال العرض -الذي استمر عرضه من 20 تموز/يوليو إلى 31 من نفس الشهر-تحت التمرين حتى يتحول إلى عرض على مسارح برودواي.
أوحت شخصية زيلدا إلى مخترع ألعاب الفيديو شيغيرو مياموتو أن يسمي إحدى الشخصيات في لعبته ذا ليجند أوف زيلدا باسم أميرة زيلدا. شرح مياموتو:«كان زيلدا اسم زوجة الكاتب الشهير سكوت فيتزجيرالد. كانت سيدة جميلة ومشهور من جميع الجوانب، لذلك استعملت اسمخا بحرية وأطلقته علي شخصية ألعاب الفيديو.»
كتب الروائي الفرنسي غيل ليروي سيرة ذاتية خيالية بعنوان «أغنية ألاباما»(2007)، وربحت جائزة غونكور، اعلى جائزة أدبية شرفية في فرنسا.و بالرغم من أن ليروي أصر على أن الكتاب كان رواية وليس سيرو ذاتية، إلا أنه اعتمد على جزء كبير من البحث الحقائقي.
قام بأدوار سكوت وزيلدا توم هيدليستون وأليسون بيل في فيلم منتصف الليل في باريس لوودي آلن في 2011.
يوجد طائر ديك الحبش اسمه على اسم زيلدا في حديقة في مانهاتن في نيويورك. يقال (حسب الأسطورة) أنه سمي هذا الاسم لأنه في خلال إحدى انهيارات زيلدا العصبية، فُقدت ووُجدت في هذه الحديقة، فمن الظاهر أنها مشت كل هذه المسافة.
كتب ر.كليفتون سبارغو في روايته الأولى "الحمقى الجميلون: العلاقة الأخيرة بين زيلدا وسكوت فيتزجيرالد (دار أوفرلوك،2013) عن رحلة سكوت وزيلدا الأخير إلى كوبا في 1939.

### إعادة تقييم نقدية
بدأ باحثون ونقاد رؤية أعمال زيلدا من وجهة نظر أخرى، متبعين في ذلك السيرة الذاتية التي كتبتها ميلفورد.كتب الباحث المتخصص في شئون سكوت فيتزجيرالد ماثيو بروكولي في نسخة 1968 من رواية "احفظ لي الفالس":"تستحق احفظ لي الفالس القراءة جزئيًا لأن أي شيء يبلور المسيرة المهنية لسكوت فيتزجيرالد يستحق القراءة-و أيضًا لأنها الرواية الوحيدة المنشورة لمرأة شجاعة وموهوبة وتُذكر دائمًا بإحباطتها.". ظهرت رؤية جديدة في الوقت الذي زادت فيه قراءات احفظ لي الفالس وسيرة زيلدا الذاتية لميلفورد... ألغت الباحثة جاكلين تافرنيه كوربين في 1979 موقف بروكولي قائلة:" رواية "احفظ لي الفالس" مؤثرة ومذهلة ويجب أن تقرأ دون ربطها بأى شيء مثل ما تُقرأ الليلة الناعمة.لا تحتاج أي مبرر سوى امتيازها المقارن.
أصبحت احفظ لي الفالس محط تركيز العديد من الدراسات الأدبية التي بحثت في جوانب عدة من روايتها: الرؤية المتناقضة لرؤية سكوت عن الزواج في رواية الليلة الناعمة، الثقافة المادية التي ظهرت في العشرينيات والضغط التي مارسته على النساء، وتأثير هذه السلوكيات على صورة "المرض العقلي" عند المرأة."
تم نشر مجموعة كتابات زيلدا فيتزجيرالد (بما فيها "احفظ لي الفالس")، وإعدادها من قبل ماثيو ج.بروكولي في 1991. كتب ميشيكو كاكوتاني الناقد الأدبي في نيو يورك تايمز:" إنه لشيئ مذهل أن هذه الرواية كُتبت فب شهرين فقط.و إنه لشيئ بارز أيضُا أن الرواية تستطيع أن تسحر وتؤثر في نفس قارئها بالرغم من عيوبها.نجحت زيلدا فيتزجيرالد، في هذه الوراية، في توصيل استماتتها البطولية لأن تنجح في شيء يخصها وحدها، واستطاعت أيضا أن تؤسس نفسها بصفتها كاتبة، ومثل ما قال إدموند ويلسون عن زوجها،"موهبة لتحويل اللغة إلى شيء مُلون ومفاجئ."
استمر الباحثون في مناقشة وتفحص الدور الذي لعبه كلا من سكوت وزيلدا في قمع الابداع بداخل كل منهما. كتبت كلاين، صاحبة السيرة الذاتية لزيلدا، أن سكوت وزيلدا كانوا في اختلاف تام كاختلاف المدارس الأدبية لكلا من بلاث وهيوز-في إشارة إلى الصراع المحتد حول علاقة الأزواج الشعراء تيد هيوز وسيلفيا بلاث
أعيد تقييم أعمال زيلدا من خلال رؤية مختلفة.بدأ الباحثين في دراسة لوحاتها بعد أن ظلت في معظم فترة الخمسينيات والستينيات حبيسة بيوت العائلة، وبعد أن حرقت أمها أيضًا العديد من اللوحات لأنها لم تعجبها. تجولت معارض فنها الولايات المتحدة وأوروبا.لاحظ أمين المعرض إيفرل أدير في نقد لفنها أنها متأثرة بفينسنت فان غوخ وجورجيا أوكيفي واستنتج أن المجموعة الناجية من أعمالها«تمثل عمل امرأة موهوبة وصاحبة رؤية، التي تفوقت على جميع الصعاب لتبدع مجموعة مذهلة من الأعمال الفنية-أعمال تدعونا إلى الاحتفال بالحياة التي كانت من الممكن أن تكون.»